# Pterulaceae
Pterulaceae là một họ nấm trong bộ Agaricales. Theo ước tính năm 2008, họ này có 99 loài đượcc xếp vào 12 chi.

## Hình ảnh

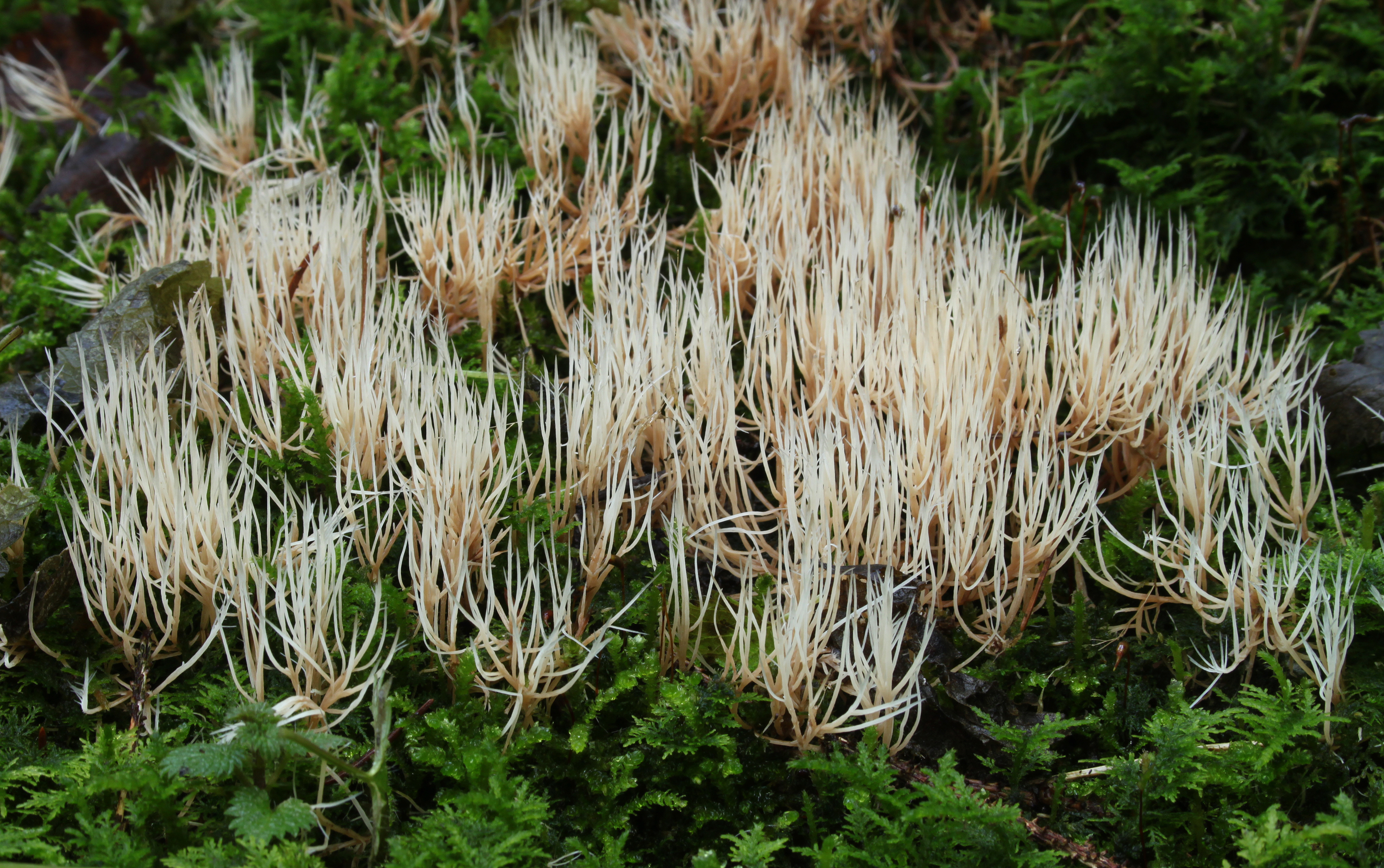